# Manilkara nicholsonii
Manilkara nicholsonii là một loài thực vật thuộc họ Sapotaceae. Đây là loài đặc hữu của Nam Phi (Natal), và hiện đang bị đe dọa vì mất môi trường sống.